# نیکول پاشینیان
نیکول وُوایی پاشینیان (ارمنی: Նիկոլ Վովայի Փաշինյան؛ زادهٔ ۱ ژوئن ۱۹۷۵) روزنامه‌نگار و ناشر سابق و سیاستمدار اهل ارمنستان است که از ۸ مه ۲۰۱۸ به عنوان نخست‌وزیر ارمنستان فعالیت می‌کند.
در ۲۵ فوریه ۲۰۲۱، رئیس ستاد کل نیروهای مسلح ارمنستان، اونیک گاسپاریان و بیش از ۴۰ ژنرال عالی‌رتبه دیگر، خواستار استعفای پاشینیان شدند، اقدامی که پاشینیان آن را به عنوان تلاش برای کودتا توصیف کرد، این بحران سیاسی با برکناری گاسپاریان پایان یافت. در ۲۵ آوریل ۲۰۲۱ پاشینیان استعفای رسمی خود را از نخست‌وزیری اعلام کرد تا اجازه دهد انتخابات زودهنگام در ماه ژوئن برگزار شود، اگرچه اعلام کرد که تا زمان برگزاری انتخابات به عنوان کفیل نخست‌وزیر باقی خواهد ماند. با اینحال حزب وی با کسب بیش از نیمی از آرا در انتخابات ۲۰۲۱ به پیروزی دست یافت.

## زندگی

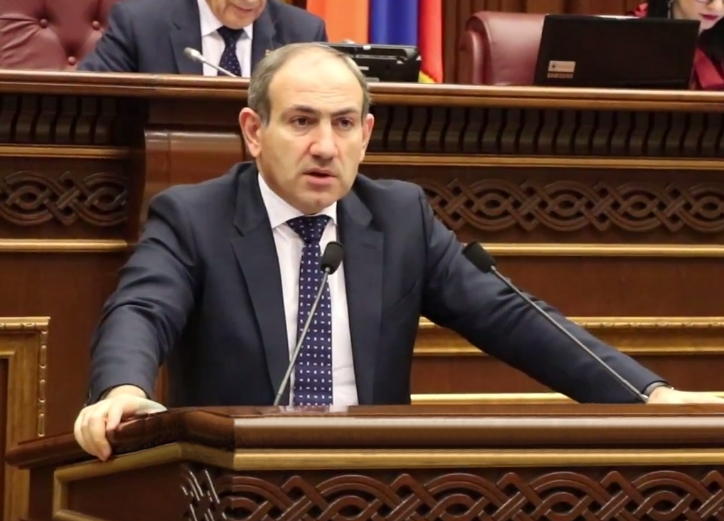

نیکول پاشینیان در ۱ ژوئن ۱۹۷۵ در شهر ایجوان به دنیا آمد. وی نخست به عنوان روزنامه‌نگار در روزنامه «دوران ارمنی» وارد فعالیت حرفه‌ای و سیاسی شد. پاشینیان سال ۲۰۰۹ به اتهام فعالیت برای براندازی محکوم به زندان شد و به زندگی زیرزمینی روی آورد تا اینکه پس از یک سال داوطلبانه خود را معرفی کرد و به هفت سال زندان محکوم شد، اما در سال ۲۰۱۱ پس از دو سال، در بیستمین سالگرد استقلال ارمنستان مورد عفو عمومی قرار گرفت. وی عضو کنگره ملی ارمنی (حزب مخالف دولت) به رهبری لوون تر-پتروسیان رئیس‌جمهور سابق ارمنستان بود. وی سردبیر پرفروش‌ترین روزنامه ارمنستان «هایکاکان ژاماناک» بود.
وی در سال ۲۰۱۲ به عنوان نماینده به مجلس ملی جمهوری ارمنستان راه یافت. پاشینیان در سال ۲۰۱۵ حزب «پیمان مدنی» را تأسیس نمود و در سال ۲۰۱۷ هم بنیان‌گذار ائتلاف «راه کار» شد که رهبری آن را تا به امروز بر عهده دارد. وی در سال ۲۰۱۸ به ابتکار «اقدام من» علیه سومین دوره حکومت سرژ سارگسیان اقدام نمود. در چارچوب این اقدام وی فاصله بین شهرهای گیومری تا ایروان را با پای پیاده طی نمود. در این کنش افراد بسیاری به او پیوستند تا اینکه شمار آنان به ده‌ها هزار نفر رسید. شکل‌گیری و تداوم اعتراضات گسترده ضددولتی در ایروان و دیگر شهرهای ارمنستان سرژ سارگسیان را وادار به استعفا از پست نخست‌وزیری نمود و مبارزه مخالفان علیه حزب حاکم جمهوریخواه همچنان ادامه یافت تا این حزب راضی به پذیرش قدرت یافتن رهبر مخالفان شد. در نتیجه این اعتراضات همه احزاب کشور به پاشینیان پیوستند، ائتلاف حاکم فروریخت و چند وزیر از مقام خود استعفا کردند.

## نخست‌وزیری ارمنستان
پاشینیان در ۸ می ۲۰۱۸ توسط مجلس ارمنستان به عنوان نخست‌وزیر این کشور انتخاب شد.
مجلس ارمنستان در نشست سه‌شنبه، هشتم مه ۲۰۱۸ با ۵۹ رأی موافق و ۴۲ رأی مخالف، وی را به عنوان نخست‌وزیر جدید این کشور انتخاب کرد. شماری از نمایندگان حزب جمهوری‌خواه ارمنستان به نخست‌وزیری پاشینیان رأی مثبت دادند.
نیکول پاشینیان در حاشیه نشست اتحادیه اقتصادی اوراسیا که در سوچی روسیه برگزار شد با ولادیمیر پوتین رئیس‌جمهور روسیه دیدار کرد. نخست‌وزیر ارمنستان در این دیدار بر اهمیت استراتژیک روابط دو کشور تأکید کرد و گفت می‌خواهد که روابط دو کشور نزدیکتر باشد. پوتین هم ارمنستان را متحد نزدیک روسیه خواند.

## سفرهای خارجی

### ایران
نیکول پاشینیان ۸ اسفند ۱۳۹۷ در صدر یک هیئت بلندپایه سیاسی و اقتصادی وارد تهران شد و در فرودگاه مهرآباد مورد استقبال رضا اردکانیان وزیر نیرو قرار گرفت و با حسن روحانی در مجموعه تاریخی - فرهنگی سعدآباد و سید علی خامنه‌ای دیدار نمود.

## زندگی شخصی
پاشینیان با آنا هاکوبیان روزنامه‌نگاری که با او در دانشگاه دولتی ایروان آشناشد ازدواج کرد. آنها سه دختر و یک پسر دارند. وی از ۲۰۱۲ سردبیر ارشد روزنامه صبح ارمنستان در ایروان «هایکاکان ژاماناک» بوده است. پاشینیان و هاکوبیان به‌طور رسمی ازدواج نکرده‌اند و در کلیسا مراسم ازدواج نداشتند. پاشینیان اظهار داشت امیدوار است روزی بتوانند در کلیسای ارتدوکس ارمنی ازدواج کنند. آشوت پسر پاشینیان در سال ۲۰۱۸ به‌طور داوطلب در (قره باغ) خدمت کرد.
در ژوئن ۲۰۲۰، پاشینیان اعلام کرد که او و تمام خانواده‌اش مبتلا به کووید ۱۹ شدند و درنتیجه خود را در نخست‌وزیری ایزوله کرده است.

## نگارخانه

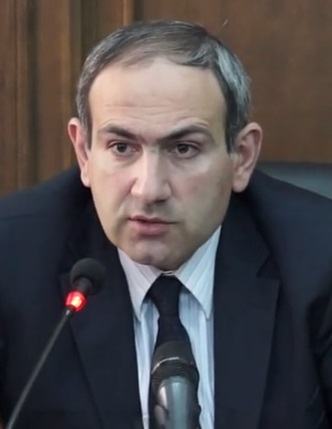
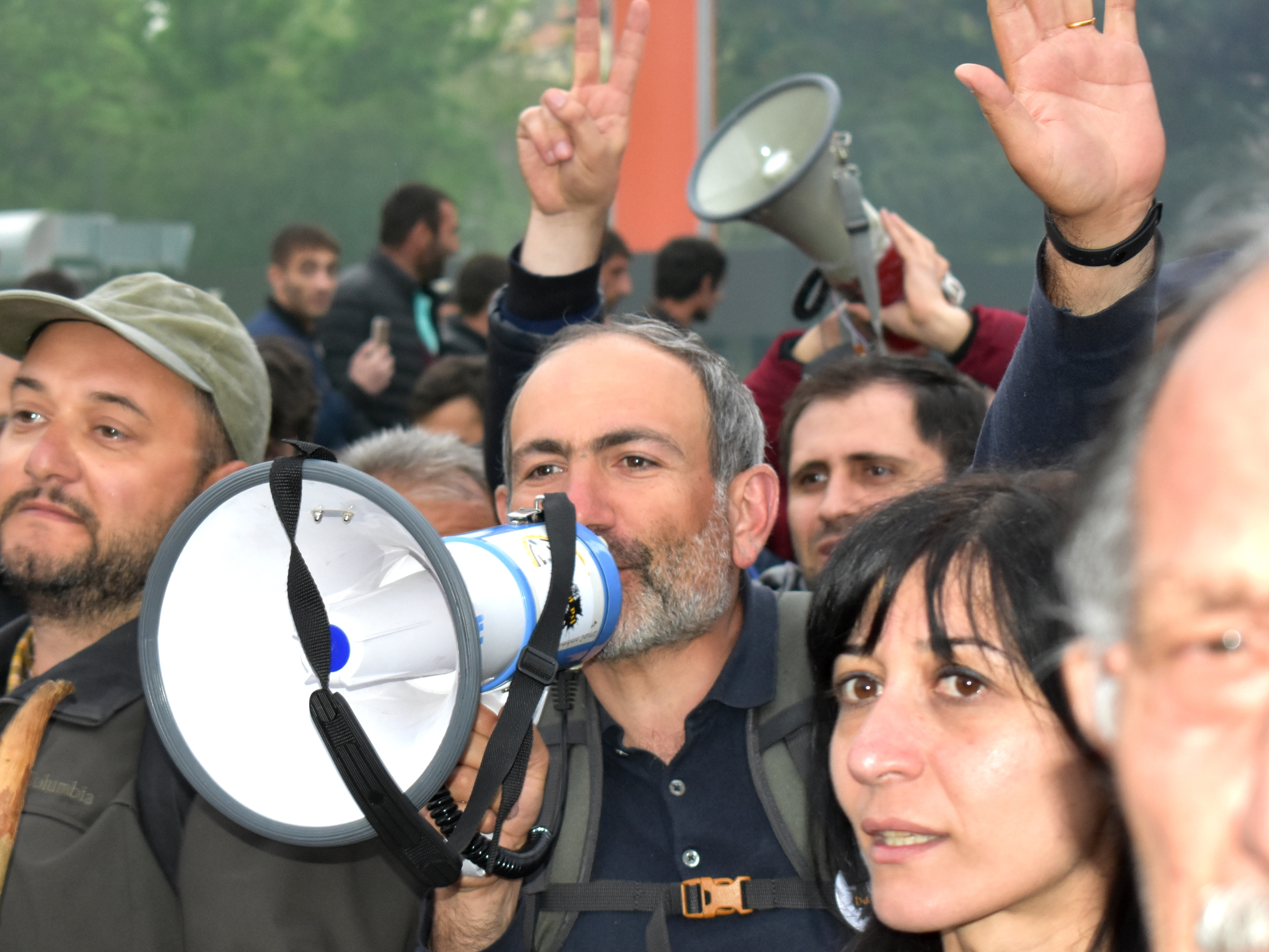
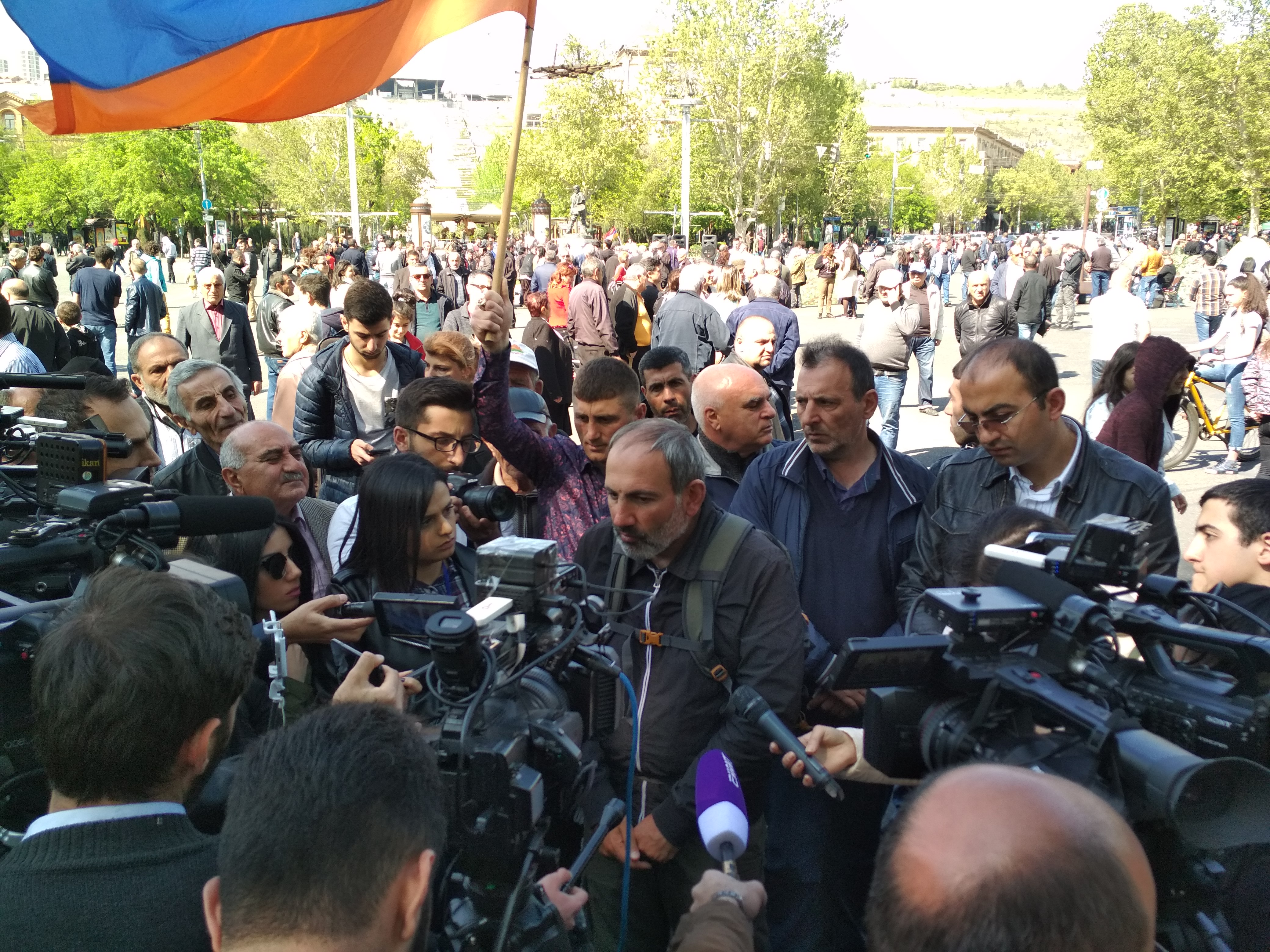
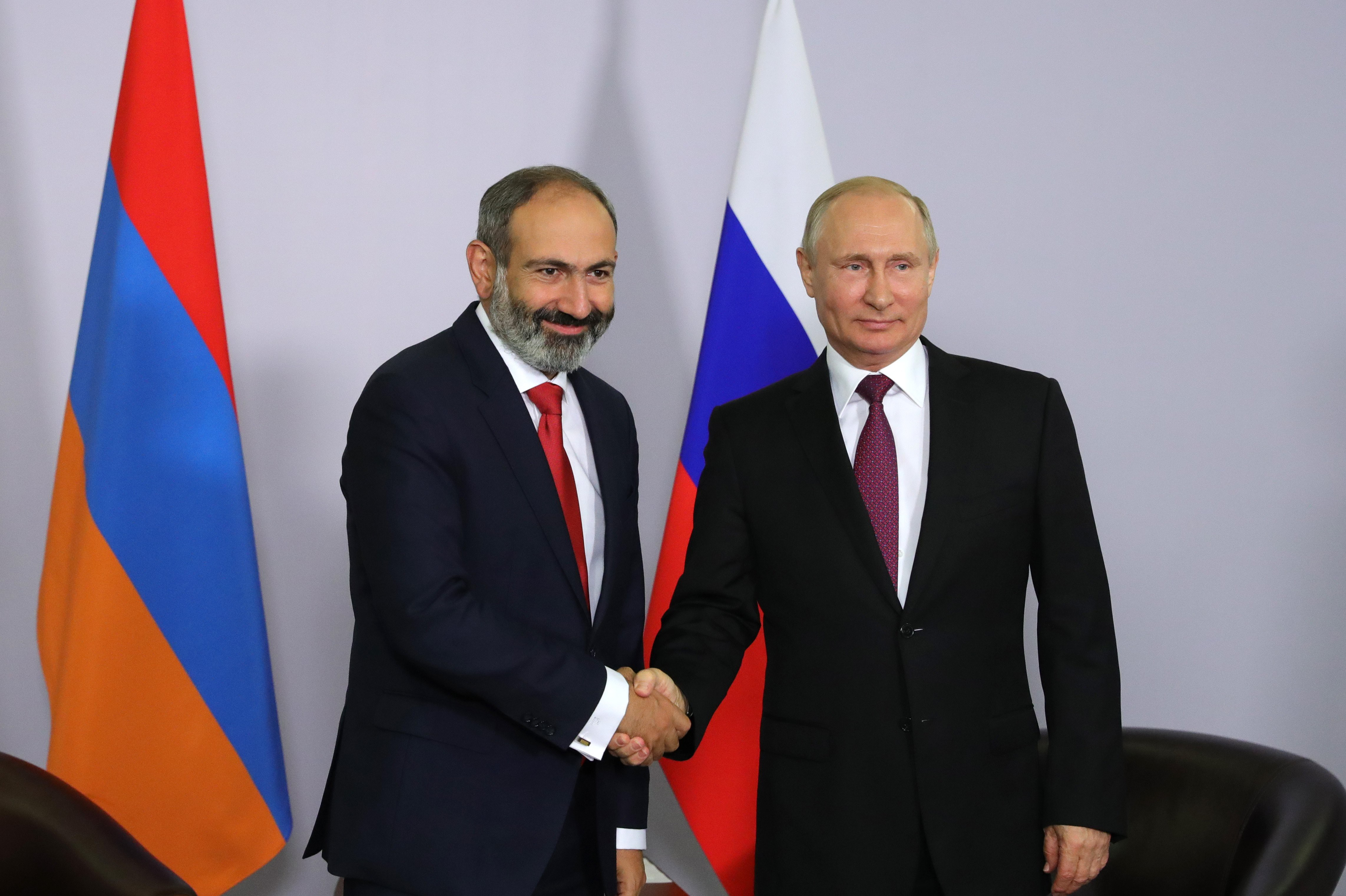
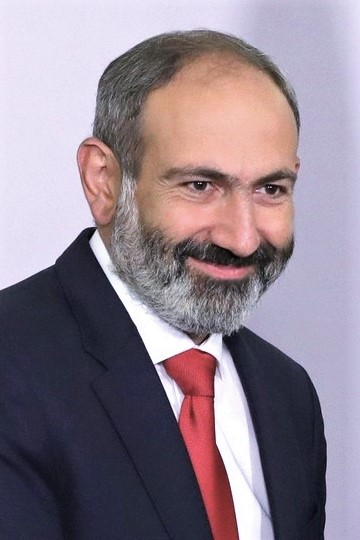
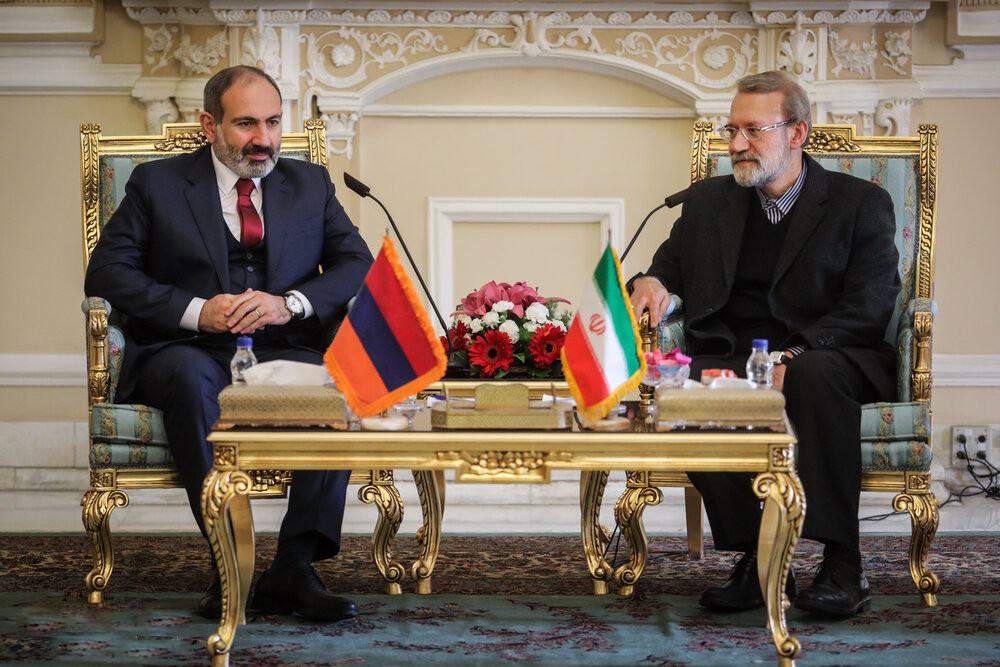
نیکول پاشینیان در تهران
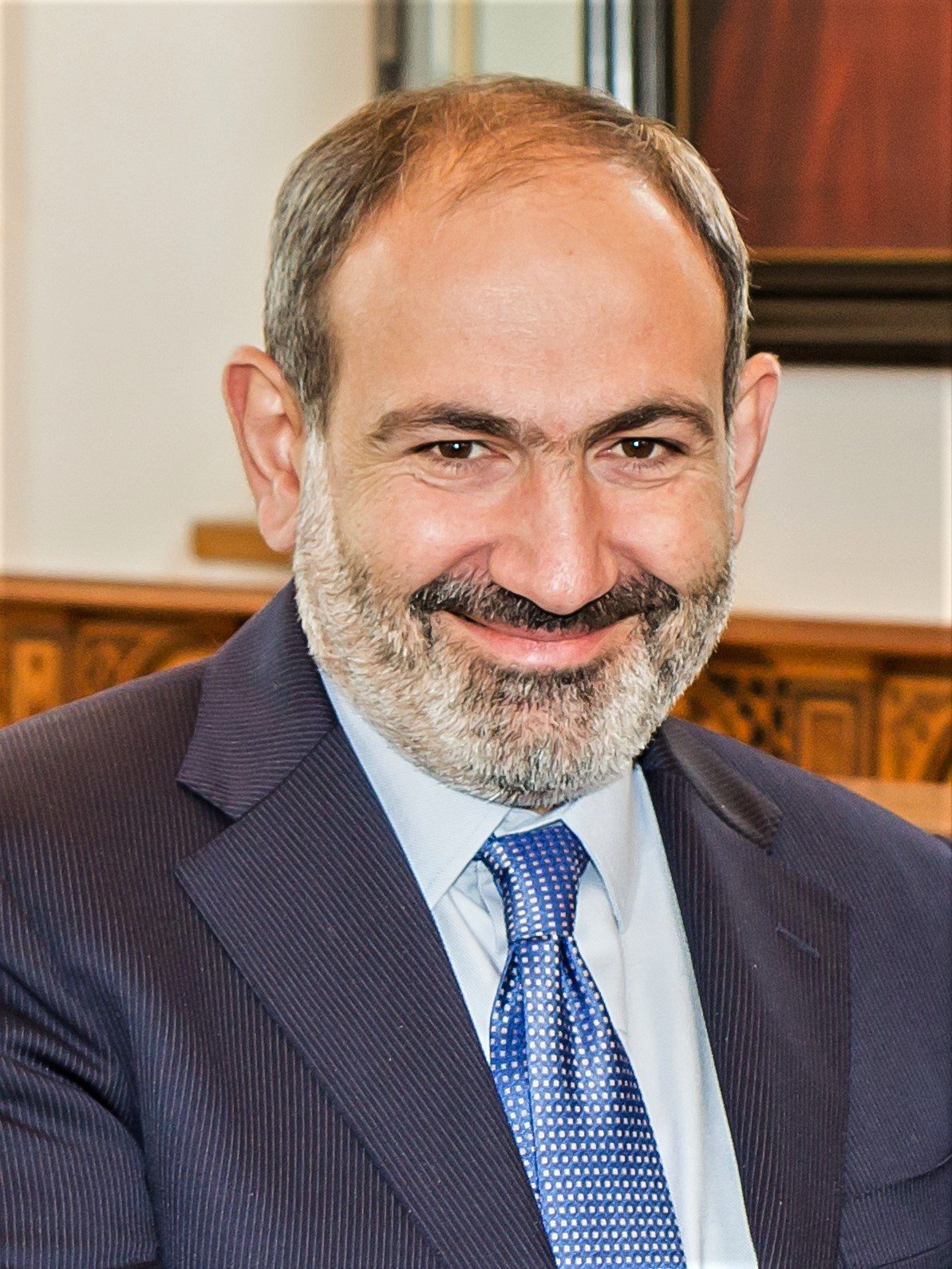
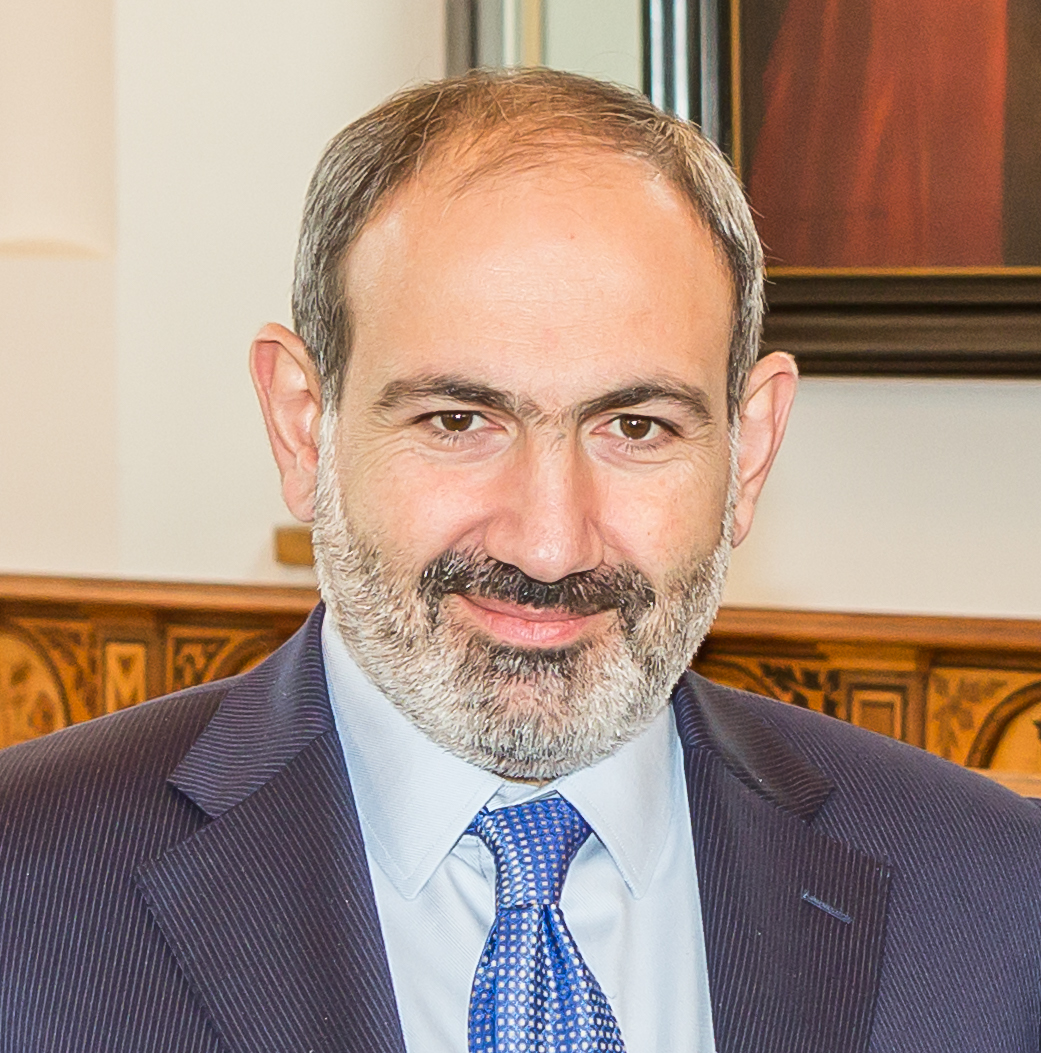